# Nahvioci (Čelić)
Pour les articles homonymes, voir Nahvioci.
Nahvioci (en cyrillique : Нахвиоци) est un village de Bosnie-Herzégovine. Il est situé dans la municipalité de Čelić, dans le canton de Tuzla et dans la fédération de Bosnie-et-Herzégovine. Selon les premiers résultats du recensement bosnien de 2013, il compte 776 habitants.
Avant la guerre de Bosnie-Herzégovine, le village faisait entièrement partie de la municipalité de Lopare ; après la guerre et à la suite des accords de Dayton (1995), une portion de son territoire a été rattachée à la municipalité de Čelić nouvellement créée et intégrée à la fédération de Bosnie-et-Herzégovine.

## Démographie

### Évolution historique de la population
| 1948 | 1953 | 1961 | 1971 | 1981 | 1991 | 2013 |
| ---- | ---- | ---- | ---- | ---- | ---- | ---- |
| -    | -    | 917  | 927  | 891  | 834  | 776  |

|  |